# سن-پل، کبک
سن-پل (به فرانسوی: Saint-Paul) شهری در منطقه شهری ژولیت ناحیه لانودییر در استان کبک کانادا است. در سرشماری سال ۲۰۱۱ این شهر ۳٬۸۸۹ نفر جمعیت داشته‌است و مساحت آن ۴۸٫۱۷ کیلومتر مربع است.